# Jason Jennings (basket-ball)
Pour les articles homonymes, voir Jason Jennings.
Jason Jennings, né le 18 avril 1979, à Bald Knob, dans l'Arkansas, est un ancien joueur de basket-ball américain. Il évolue durant sa carrière au poste de pivot.

## Palmarès
- Sun Belt Conference Defensive Player of the Year 2002